# Easy Rider - Libertà e paura
Easy Rider - Libertà e paura (Easy Rider) è un film del 1969 diretto e interpretato da Dennis Hopper con Peter Fonda (che fu anche produttore) e Jack Nicholson. La pellicola narra il viaggio attraverso gli Stati Uniti d'America da Los Angeles alla Louisiana di due motociclisti sui loro chopper.
Il film esprime la cultura del mondo hippie di fine anni sessanta: i protagonisti sono malvisti dalla gente comune per il loro aspetto, il loro modo di vestire, di vivere e di comportarsi, pur essendo persone non violente che vanno per la loro strada senza creare fastidi.
Nel 2012 è uscito il prequel/sequel Easy Rider: The Ride Back.

## Trama

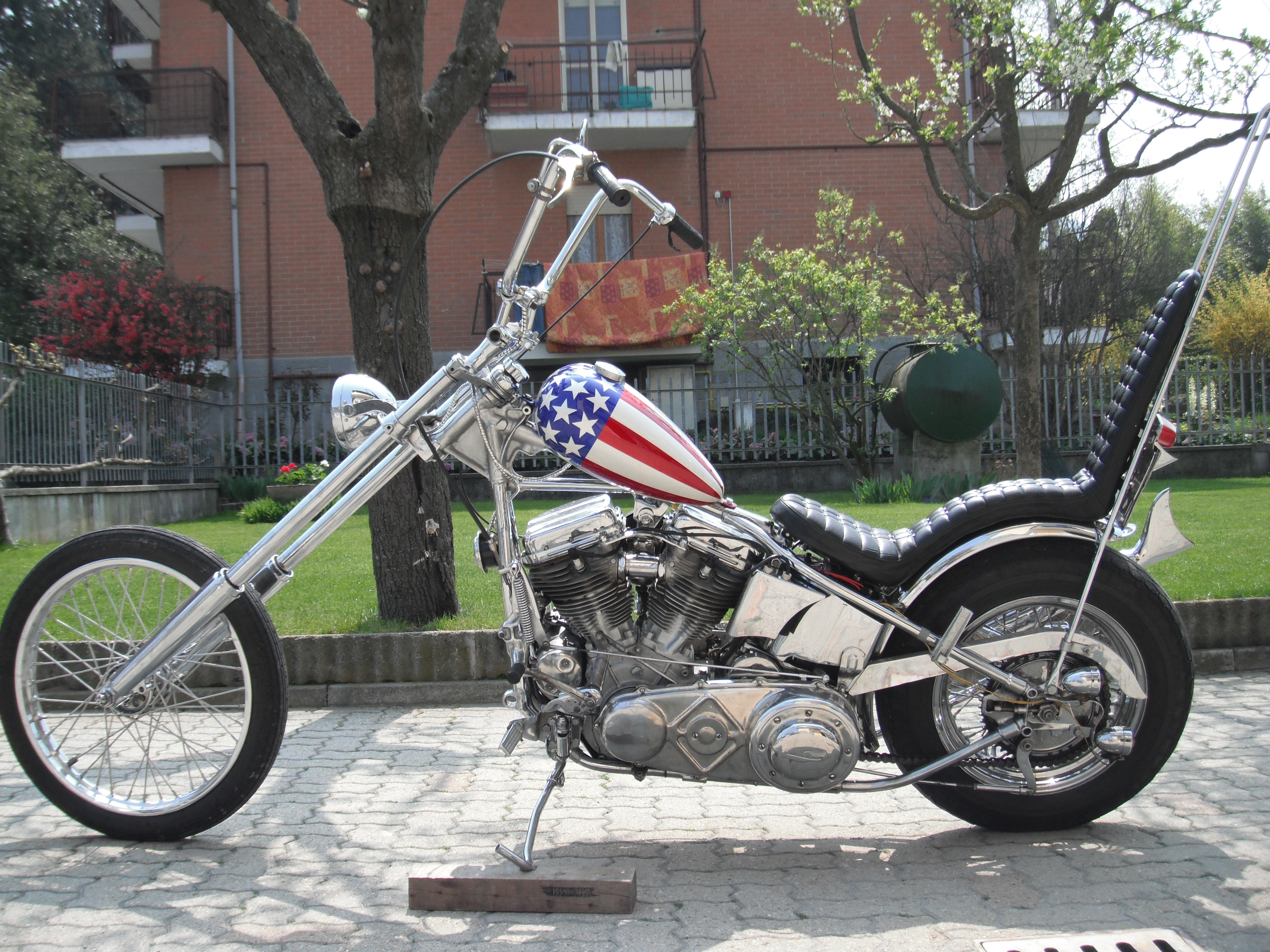
Replica della Captain America

Wyatt e Bill, dopo avere trasportato un carico di cocaina dal Messico agli Stati Uniti d'America, investono parte del guadagno in due motociclette nuove con l'intenzione di attraversare il paese, dalla California a New Orleans, per andare a vedere il carnevale. Lungo il percorso vivranno alcune esperienze con persone incontrate casualmente: il primo incontro avviene con un hippy, al quale danno un passaggio e insieme al quale trascorreranno una notte intorno al fuoco e il giorno dopo con la sua gente in una comune, conoscendo anche due ragazze con cui passeranno ore liete in una sorgente calda.
Ripartiti, giungono in una cittadina dove si aggregano con le moto a una parata senza il permesso delle autorità, per cui vengono arrestati; in cella fanno la conoscenza di un giovane avvocato alcolizzato, George, il quale, grazie all'influenza del nome di suo padre, riuscirà a farli uscire con solo una multa, sottolineando che solo grazie alla sua presenza i due hanno evitato di essere rasati. George decide di unirsi a loro per arrivare a New Orleans e recarsi in un bordello di sua conoscenza, provando lungo la strada anche l'esperienza della marijuana, fino a quel momento a lui sconosciuta. Ma fermatisi in un paese per ristorarsi, vengono indotti ad allontanarsi dalla manifesta ostilità degli abitanti. La stessa sera vengono da loro aggrediti nel sonno e George viene ucciso.
Sconvolti dall'accaduto, i due decidono di non cambiare i loro programmi e, giunti a New Orleans, nel locale indicato dall'amico si intrattengono con due ragazze, con le quali, dopo avere passeggiato per le strade in festa, si recano in un cimitero dove tutti insieme si dividono un acido, il cui effetto però non sarà piacevole per nessuno dei quattro, facendo riaffiorare alcuni dei problemi pregressi di ciascuno.
Ripartiti per continuare il viaggio verso la Florida, Wyatt e Bill, lungo la strada, vengono affiancati da un furgone con a bordo due persone simili nell'atteggiamento a quelli che li avevano aggrediti. Dopo avere provocato Billy, uno dei due, forse inavvertitamente, gli spara; Wyatt dice di correre a cercare aiuto e contemporaneamente il furgone torna indietro, ma non per prestare soccorso; il fucile spunta ancora dal furgone e Wyatt viene colpito e muore. La moto di Capitan America prende fuoco accanto al corpo senza vita di Wyatt; una ripresa aerea della scena sancisce la tragica fine di questa avventura.

## Colonna sonora

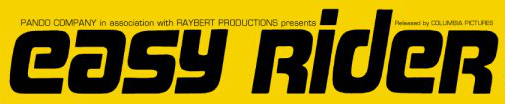
Logo della colonna sonora

La colonna sonora è composta da canzoni rock del periodo fine anni sessanta (soprattutto la celeberrima Born to Be Wild degli Steppenwolf), diventata un disco di grande successo. Molti dei brani della colonna sonora sono stati raccolti nell'album dei The Byrds Ballad of Easy Rider.È anche presente la canzone della The Jimi Hendrix Experience If 6 Was 9 presente nell'album del 1967 Axis: Bold as Love.
Secondo alcune fonti, inizialmente Hopper non aveva pianificato un vero commento sonoro per il film, limitandosi a montare i suoi brani preferiti, scelti tra quelli trasmessi alla radio in quell'epoca (1968). Successivamente propose a Crosby, Stills, Nash & Young di scrivere le musiche appositamente per la pellicola, ma sulla decisione finale esistono due versioni contrastanti: secondo la prima il regista stesso sostenne che alla fine preferì tornare sui suoi passi per questioni di gusto personale, per la seconda fu la produzione ad imporre il mantenimento della selezione iniziale.
In seguito all'inaspettato successo al botteghino del film nell'estate del 1969, la ABC/Dunhill Records decise di pubblicarne ufficialmente la colonna sonora. La soundtrack (cod. matr. DSX 50063) omette però la celebre versione di The Weight dei The Band, perché la Capitol Records non ne concesse i diritti legali; l'originale fu quindi sostituito da un rifacimento abbastanza simile ad opera del gruppo statunitense Smith.
Altri brani non inclusi nel disco sono Let's Turkey Trot di Little Eva e Flash, Bam, Pow degli Electric Flag, già facente parte della colonna sonora del film Il serpente di fuoco (tit. or. The Trip) di Roger Corman. Quest'ultima composizione, scritta da Mike Bloomfield e ribattezzata appunto Easy Rider, fu successivamente inserita in A Long Time Comin', il secondo album del gruppo del celebre chitarrista blues; nel 1995 una versione estesa della stessa fu inclusa nella raccolta postuma Old Glory: The Best of Electric Flag.

### Tracce

#### Lato A
1. The Pusher (Hoyt Axton) - Steppenwolf – 5:49
2. Born to Be Wild (Mars Bonfire) - Steppenwolf – 3:37
3. The Weight (Robbie Robertson) - The Band – 4:29
4. Wasn't Born to Follow (Carole King/Gerry Goffin) - The Byrds – 2:03
5. If You Want to Be a Bird (Bird Song) (Antonia Duren) - Holy Modal Rounders – 2:35

#### Lato B
1. Don't Bogart Me (Elliot Ingber/Larry Wagner) - Fraternity of Man – 3:05
2. If 6 Was 9 (Jimi Hendrix) - The Jimi Hendrix Experience – 5:35
3. Kyrie Eleison/Mardi Gras (When the Saints) The Electric Prunes – 4:00
4. It's Alright, Ma (I'm Only Bleeding) (Bob Dylan) - Roger McGuinn – 3:39
5. Ballad of Easy Rider (Roger McGuinn) - Roger McGuinn – 2:14

## Produzione
Il soggetto della pellicola è ispirato al celebre film italiano Il sorpasso di Dino Risi, uscito negli Stati Uniti con il titolo The Easy Life. La scena in cui il protagonista cerca invano un pacchetto di Diana è ispirata alla pellicola italiana.
È il primo film in cui i protagonisti fumano tranquillamente marijuana senza poi commettere atti criminali. Gli attori fumano realmente sul set, e nella scena in cui Jack Nicholson dice "Con tutti gli strati sociali" e ride, la risata è dovuta all'effetto della marijuana (nella versione originale la frase risulta quasi uno scioglilingua).
La moto usata da Peter Fonda è un chopper (Captain America) del 1969, costruito da Ben Hardy, un meccanico afroamericano di Los Angeles che aveva costruito il Panhead di "The Wild Angels" (dove conobbe Peter Fonda). Hardy acquistò per 500 $ l'una quattro Hydra Glide motorizzate Harley-Davidson Panhead del '49, '50 e '52 a un'asta della polizia, le modificò, eliminò tutto il 'superfluo' (alla moda dei 'fuori legge' del primo dopoguerra), le riverniciò e apportò cambiamenti a forcelle e serbatoi su suggerimento dell'attore.
Il film non si avvaleva di un vero e proprio copione: gran parte dei dialoghi sono stati improvvisati durante le riprese.
Alcune sequenze sono girate in 16 mm e poi ingrandite e sgranate.
Nella sequenza ambientata nel cimitero, per rendere visivamente l'effetto del viaggio lisergico, Hopper prende in prestito lo stile di montaggio dell'amico Bruce Conner, regista sperimentale del panorama del found footage, anch'egli nativo del Kansas.

## Accoglienza
(George Lucas)

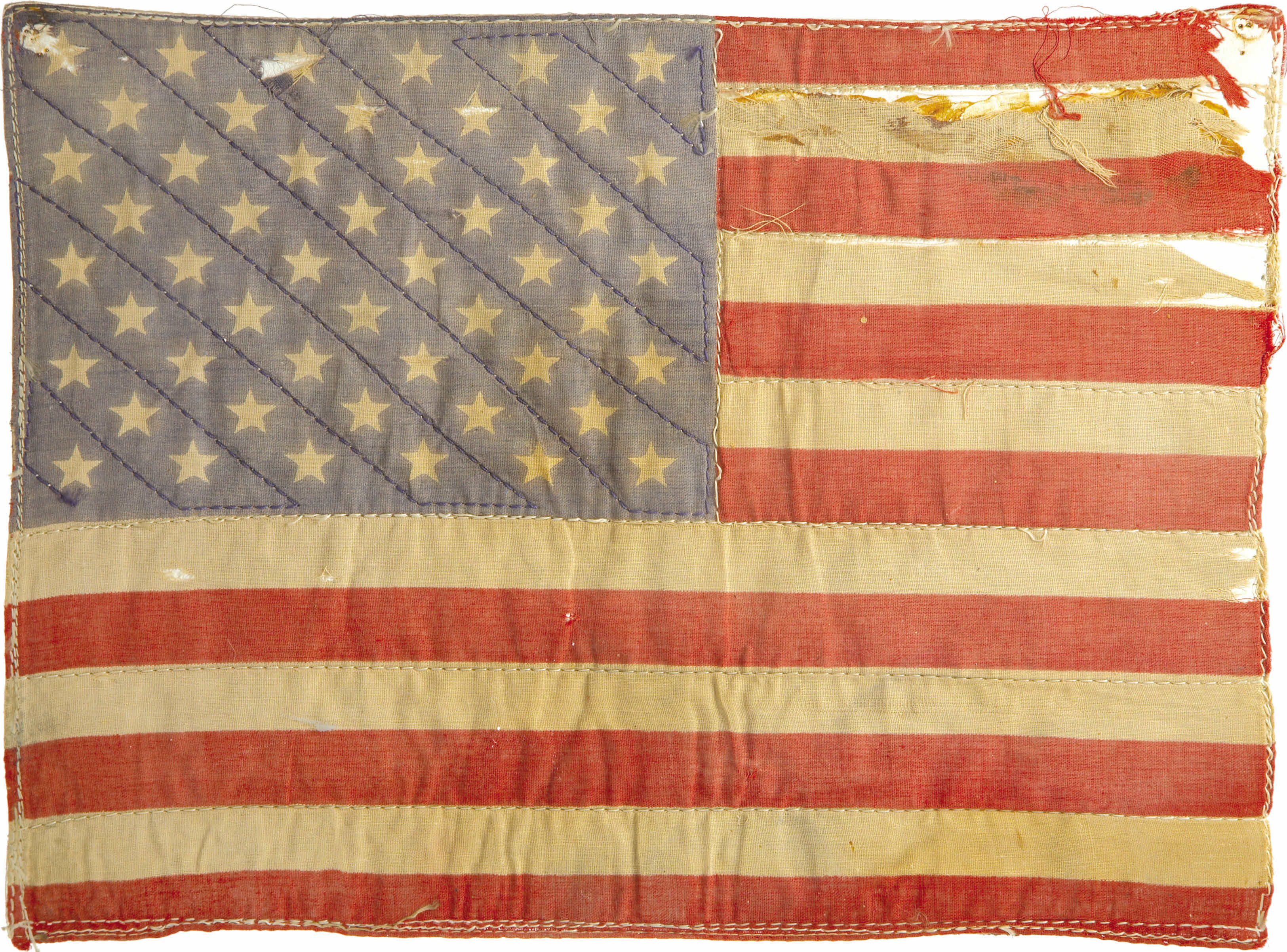
La American Flag Patch di Peter Fonda nel film, venduta all'asta per $89.625 nel 2007

Considerato da molti critici il film simbolo della Nuova Hollywood, ha vinto il premio per la miglior opera prima al 22º Festival di Cannes e ha guadagnato due nomination all'Oscar come miglior sceneggiatura e miglior attore non protagonista (Jack Nicholson). Nel 1998 è stato scelto per la conservazione nel National Film Registry della Biblioteca del Congresso degli Stati Uniti d'America. Nel 1998 l'American Film Institute l'ha inserito all'ottantottesimo posto della classifica dei migliori cento film statunitensi di tutti i tempi, mentre dieci anni dopo, nella lista aggiornata, è salito all'ottantaquattresimo posto.
Si inserisce nel contesto culturale del sessantotto, cultura di controtendenza e voglia di evasione - libertà da una piatta società medio-borghese. Il tema del viaggio percorre e traccia le linee generali del film: da molti critici è infatti considerato il road movie per eccellenza ed è indubbiamente il film su due ruote più celebre in assoluto.

## Riconoscimenti
- 1970 - Premio Oscar
  - Nomination Miglior attore non protagonista a Jack Nicholson
  - Nomination Migliore sceneggiatura originale a Peter Fonda, Dennis Hopper e Terry Southern
- 1970 - Golden Globe
  - Nomination Miglior attore non protagonista a Jack Nicholson
- 1970 - Premio BAFTA
  - Nomination Miglior attore non protagonista a Jack Nicholson
- 1969 - Festival di Cannes
  - Miglior opera prima a Dennis Hopper
  - Nomination Palma d'Oro a Dennis Hopper
- 1970 - Kansas City Film Critics Circle Award
  - Miglior attore non protagonista a Jack Nicholson
- 1969 - New York Film Critics Circle Award
  - Miglior attore non protagonista a Jack Nicholson
- 1970 - Directors Guild of America
  - Nomination DGA Award a Dennis Hopper

- 1971 - Kinema Junpo Award
  - Miglior film straniero a Dennis Hopper
- 1970 - Laurel Award
  - Miglior attore non protagonista a Jack Nicholson
  - Nomination Miglior film
  - Nomination Miglior debutto a Peter Fonda
  - Nomination Miglior debutto a Dennis Hopper
  - Nomination Migliore fotografia a László Kovács
- 1970 - National Society of Film Critics Award
  - Miglior attore non protagonista a Jack Nicholson
  - Nomination Premio Speciale a Dennis Hopper (Per la regia, la sceneggiatura e la parte nel film)
- 2005 - Satellite Award
  - Nomination Miglior DVD
  - Nomination Migliori extra DVD (Per il documentario)
- 1970 - Writers Guild of America
  - Nomination WGA Award a Peter Fonda, Dennis Hopper e Terry Southern

- È uno dei film preferiti di Pino Scotto

## Restauri
Il film è stato restaurato nel 2019 in 4K da Sony Pictures Entertainment in collaborazione con la Cineteca di Bologna presso i laboratori L'Immagine Ritrovata, Chace Audio e Deluxe Audio e Roundabout Entertainment.